# Миллс, Даниэль Ярнтон
Даниэль Ярнтон Миллс (англ. Daniel Yarnton Mills; 29 августа 1849, Страуд — 17 апреля 1904, Лондон) — шотландский и английский шахматист.
Многократный чемпион Шотландии (1885, 1887, 1892, 1895, 1896, 1897, 1899, 1900).